# حقوق الإنسان في الإمارات العربية المتحدة
تشمل حقوق الإنسان في الإمارات العربية المتحدة على مجموعة من الحقوق التي يحميها دستور الإمارات قانونا، بما في ذلك التعديلات التي تمنحها المعاهدات والقوانين الدولية.
تصف بعض المؤسسات حالة حقوق الأنسان في الإمارات بالمتدهورة وبأنها لا تتمتع بالديمقراطية ولا يحق لمواطنيها تكوين أحزاب سياسية. وهناك تقارير عن الاختفاء القسري للعديد من الرعايا الأجانب والمواطنين الإماراتيين بطرق غير قانونية. وتشهد البلاد استغلال كبير للعمال الأجانب ولاسيما النساء منهم، الذين يعيشون في ظروف عمل صعبة ويتم استغلالهم من جانب مُشَغّليهم الذين يمارسون حقوقا مفرطة عليهم. كما لا يملكون حق الإضراب. وفي جانب الحريات العامة، تقمع المعارضة،  حيث تحتجز السلطات الإماراتية الكثير من نشطاء المجتمع المدني،  منهم من تعرض للتعذيب،  خصوصا جمعية الإصلاح الإسلامية المقربة من جماعة الإخوان المسلمين. والمحظور نشاطها في الإمارات. كما تقوم الحكومة الإماراتية بترحيل ومضايقة المدافعين عن حقوق الإنسان.

## اتفاقات دولية

### الأمم المتحدة
تبنّت دولة الإمارات العربية المتحدة أربع اتفاقيات من تسع أساسية معنية بحقوق الإنسان صادرة عن الأمم المتحدة، وهي:
- اتفاقية القضاء على جميع أشكال التمييز العنصري (1974).
- اتفاقية القضاء على جميع أشكال التمييز ضد المرأة (2004).
- اتفاقية حقوق الطفل (1997).
- اتفاقية حقوق الأشخاص ذوي الإعاقة (تم التوقيع 2008)[16]
- اتفاقية مناهضة التعذيب وغيره من ضروب المعاملة أو العقوبة القاسية أو اللاإنسانية أو المهينة (2012)

على الرغم من كونها عضوا في مجلس الأمم المتحدة، لم توقع دولة الإمارات العربية على بعض المعاهدات الدولية لحقوق الإنسان وحقوق العمال، بما في ذلك العهد الدولي الخاص بالحقوق المدنية والسياسية، والعهد الدولي الخاص بالحقوق الاقتصادية والاجتماعية والثقافية، والاتفاقية الدولية لحماية حقوق جميع العمال المهاجرين وأفراد أسرهم، واتفاقية مناهضة التعذيب.

### منظمة العمل الدولية
كما تبنّت تسع من اتفاقيات منظمة العمل الدولية المعنية بحقوق الإنسان وهى:
1. الاتفاقية (1) لعام 1919 المعنية «بساعات العمل (الصناعة)»
2. الاتفاقية (29) لعام 1930 المعنية «بالعمل الجبري»
3. الاتفاقية (81) لعام 1947 المعنية «بتفتيش العمل»
4. الاتفاقية (89) لعام 1948 المعنية «بالعمل ليلاً (النساء)، (مراجعة)»
5. الاتفاقية (100) لعام 1951 المعنية «بالمساواة في الأجور»
6. الاتفاقية (105) لعام 1957 المعنية «بإلغاء العمل الجبري»
7. الاتفاقية (111) لعام 1958 المعنية «بالتمييز (في الاستخدام والمهنة)»
8. الاتفاقية (138) لعام 1973 المعنية «بالحد الأدنى للسن»
9. الاتفاقية (182) لعام 1999 المعنية «بأسوأ أنواع أشكال عمل الأطفال»[17]

### المواثيق الإقليمية
1. وافقت دولة الإمارات على إعلان القاهرة لحقوق الإنسان في الإسلام  الصادر عن مؤتمر وزراء خارجية الدول الإسلامية في العام 1990.
2. وقعت على الميثاق العربي لحقوق الإنسان/المُعدًل، الذي اعتمدته القمة العربية في تونس في مايو عام 2004، ولكنها لم تصادق عليه شأن معظم الدول العربية.

### تحفظات على الاتفاقيات
تحفظت الإمارات على أحكام بعض الاتفاقيات التي انضمت إليها على النحو التالي:
1. اتفاقية القضاء على جميع أشكال التمييز العنصري: أعلنت أن انضمامها للاتفاقية لا ينطوي على أي اعتراف بإسرائيل أو الدخول في أية علاقات معها.
2. اتفاقية القضاء على جميع أشكال التمييز ضد المرأة: المادة (2- ف/6), التي تتعلق ببطلان القوانين التي تشكل تمييزاً ضد المرأة، حيث ترى أن هذه الفقرة تنتهك قواعد المواريث في الشريعة الإسلامية. والمادة (9), التي تتعلق بالحقوق المتساوية فيما يخص جنسية الأطفال، حيث تعتبر أن الجنسية مسألة داخلية تخضع لضوابط القانون الوطني. والمادة (15- ف/2), التي تتعلق بالحقوق المتساوية في الأهلية، إذ تعتبرها متعارضة مع أحكام الشريعة الإسلامية، ومن ثم فإنها لا تلتزم بها. والمادة (16), والتي تتعلق بالمساواة في الزواج والعلاقات الأسرية، وذلك لتعارضها مع أحكام الشريعة الإسلامية. والمادة (29- ف/1), والتي تتعلق بإحالة النزاع بين الدول حول تفسير أو تطبيق الاتفاقية إلى التحكيم.
3. اتفاقية حقوق الطفل: المادة (7 ف/1 و2), التي تتعلق بالجنسية حيث ترى أن اكتساب الجنسية شأن داخلي تنظمه التشريعات الوطنية. والمادة (14), التي تتعلق بحق الطفل في حرية العقيدة والدين، حيث قصرت التزامها بمضمون هذه المادة إلى المدى الذي لا يتعارض مع مبادئ وأحكام الشريعة الإسلامية. والمادة (17) التي تتعلق بضمان الأطراف حق الطفل في الحصول على المعلومات من المصادر الوطنية والدولية المتنوعة، إذ قصرت التزامها بها في ضوء ما تقرره الأنظمة والقوانين المحلية، وبما لا يُخل بتقاليدها وقيمها الثقافية. والمادة رقم (21), التي تتعلق بالتبني؛ حيث أبدت التزامها بمبادئ الشريعة الإسلامية التي لا تجيز التبني.

## مؤسسات حقوق الإنسان
1. الاتحاد النسائي لدولة الإمارات العربية , تأسس عام 1974
2. إدارة رعاية حقوق الإنسان بشرطة دبي تأسست في دبي في 30 سبتمبر 1995، وتُعنى بمهام تدريب الشرطة على حقوق الإنسان، ويشمل نشاطها التدريبي ضباطاً من مختلف الإمارات، وأحياناً من بلدان الخليج، وتتلقى شكاوى المواطنين في تعاملهم مع الشرطة. وتضم خمسة أقسام للشكاوى والخدمات الإنسانية والاجتماعية، والتكامل الاجتماعي، والبحوث والتطوير، وحقوق الإنسان بمراكز الشرطة.
3. لجنة لحقوق الإنسان في إطار جمعية الحقوقيين، وتعمل في مجال نشر مبادئ حقوق الإنسان وتعزيز احترامها.
4. جمعية الإمارات لحقوق الإنسان  هي أول جمعية أهلية لحقوق الإنسان أشهرت وهذا طبقاً للقانون الاتحادي رقم 6 لسنة 1974 وتعديلاته بشأن الجمعيات ذات النفع العام وبناء على موافقة وزارة العمل والشئون الاجتماعية في 5 فبراير 2006.
5. جمعیة الإمارات لحقوق الإنسان وهي أول جمعیة أهلیة معنیه بحقوق الإنسان في الإمارات تأسست عام 2006 في أبوظبي وتتمتع بالصفة الاستشاریة لدى المجلس الاقتصادي والاجتماعي للأمم المتحدة
6. اللجنة الوطنیة لمكافحة الاتجار بالبشر، تهدف خلق قناة للتواصل مع المعنیین والمهتمین بمكافحة جرائم الاتجار بالبشر

والجهات ذات العلاقة، ومختلف قطاعات وشرائح المجتمع ومؤسساته، للعمل
سوی ا على بلورة آفاق جدیدة لتطویر وتفعیل دور اللجنة الوطنیة لمكافحة الاتجار بالبشر
1. مؤسسة دبي للمرأة، تُسهم منذ أن تأسست عام 2006 بدور في إعداد جیل المستقبل من القیادات النسائیة الإماراتیة، ذلك بما یضمن لها

إمكانیة مواصلة جهود رائدات المجتمع الإماراتي وتقدیم نماذج یحتذي بها المجتمع بأسره.
1. هیئة تنمیة المجتمع بدبي، تأسست في یولیو 2008 بهدف الارتقاء المستمر بالمعاییر الاجتماعیة من خلال نظام متكامل من السیاسات الفعّالة والخدمات عالیة الجودة
2. مؤسسة دبي لرعایة النساء والأطفال، وهو أول دار إیواء ورعایة إنسانیة غیر ربحیة مصرح به ا في دولة الإمارات العربیة

المتحدة لرعایة النساء والأطفال من ضحای ا العنف الأسري، سوء معاملة الأطفال،
وضحایا الإتجار بالبشر. وقد تم تأسیسه ا في أواخر عام 2007 من أجل منح
الضحای ا خدمات إیواء وحمایة ودعم فوري، وبم ا یتفق مع المواثیق الدولیة لحقوق الإنسان.
1. جمعیة الإمارات للمحامین والقانونیین تأسست عام 1980 على ید الآباء الأوائل من المحامین والقانونیین الذین بادروا إیمانا منهم بالواجب الوطني الملقى على عاتقهم للمشاركة في دعم نهضة البلاد وتسخیر الإمكانات والطاقات البشریة لدفع هذه المسیرة الظافرة باسم جمعیة الحقوقیین
2. اللجنة الدائمة لمتابعة التقریر الدوري الشامل لحقوق الإنسان أنشئت لمتابعة التقریر الدوري الشامل لحقوق الإنسان بقرار مجلس

21 م، وكلف مجلس الوزراء وزارة الخارجیة برئاسته وتضم اللجنة في عضویته ا عدد من
الجهات الحكومیة الاتحادیة والمحلیة وجمعیات المجتمع المدني بالدولة.
1. جمعیة الإمارات لحمایة الطفل، تهدف إلى نشر وتعزیز مفاهیم حقوق الطفل وحمایته، وفق ا لبنود الاتفاقیات الدولیة،

وقانون حقوق الطفل الإماراتي والعمل على توفیر بیئة كریمة لنشأة الطفل لضمان
نموه الجسدي والعقلي والأخلاقي.

## إجراءات حكومية

### التنمية البشرية
تحظى دولة الإمارات بسجل جيد في مجال التنمية البشرية يضعها بين أوائل الدول العربية، وفي مرتبة متقدمة بين دول العالم، وكانت بين خمس دول عربية حازت على أكثر من خمس نقاط طبقاً لمؤشر مدركات الفساد في تقرير منظمة الشفافية الدولية لعام 2005 (حازت أكثر من 159 دولة على أقل من خمس نقاط).

### الانتخابات الديمقراطية
أجرت الإمارات في ديسمبر 2006 أول انتخابات تمثيلية تشهدها الدولة منذ تأسيسها قبل أكثر من ثلاثة عقود، وذلك لانتخاب نصف أعضاء المجلس الوطني الاتحادي ليتم تعيين الباقيين، بعد أن كان يتم تعيين أعضائه الأربعين بالكامل. وقد اقتصر حق الاقتراع على 6688 ناخباً بينهم 1190 امرأة من أصل نحو 300.000 مواطن يبلغ السن القانوني، وقد تم اختيارهم من قبل حكام الإمارات بمضاعف تمثيل كل إمارة في المجلس ليشكلوا هيئة ناخبين يحق لأفرادها حصراً حق الترشيح والتصويت. وتقدم للترشيح لعضوية المجلس 438 مرشحاً بينهم 63 امرأة. أجريت الانتخابات على ثلاثة مراحل:
- المرحلة الأولى يوم 16 ديسمبر في إمارتي أبو ظبي والفجيرة، حيث تنافس في أبو ظبي 99 مرشحاً بينهم 14 امرأة على أربعة مقاعد، وجرى التنافس في الفجيرة على مقعدين. وجاء بين الفائزين الأربعة في أبو ظبي امرأة.
- المرحلة الثانية من الانتخابات يوم 18 ديسمبر في إمارتي دبي ورأس الخيمة، وتنافس فيها 77 مرشحاً في دبي بينهم 15 امرأة على أربعة مقاعد، بينما تنافس في رأس الخيمة 80 مرشحاً بينهم 3 سيدات على ثلاثة مقاعد، وفشلت النساء في الحصول على أي مقعد.
- المرحلة الثالثة20 ديسمبر في إمارات الشارقة وعجمان وأم القوين، وتنافس في عجمان 24 مرشحاً بينهم امرأتان على 3 مقاعد، كما تنافس في الشارقة 97 مرشحاً بينهم 27 امرأة على مقعدين، وتنافس في أم القرين 26 مرشحاً بينهم امرأة واحدة.

وفى أعقاب انتخاب الأعضاء العشرين الذين يمثلون نصف أعضاء المجلس الاتحادي، جرى تعيين النصف الآخر في المجلس وعددهم 20 عضواً من جانب حكام الإمارات.

### منع سجن الصحفيين
كان لقرار الشيخ محمد بن راشد آل مكتوم بمنع سجن الصحفين إذا أخطؤوا أثناء تأديتهم واجبهم، صدىً متميزا في كل الأوساط المهتمة بحقوق الإنسان ومهنة الصحافة. أصدر أمره هذا حين أصدرت المحكمة حكما بسجن صحفيين بتهمة القذف.

### ترحيل الأويغور
تقدم مجتمع الأويغور في أستراليا في أكتوبر 2022 لإدانة الدول ذات الأغلبية المسلمة. وتعرضت الدول الأعضاء في مجلس حقوق الإنسان التابع للأمم المتحدة لانتقادات لتصويتها ضد مناقشة تستند إلى مزاعم بانتهاك حقوق الإنسان ضدها وضد المسلمين في شينجيان بالصين. من بين الدول الأعضاء التسعة عشر ، كانت الإمارات العربية المتحدة واحدة من الدول التي اتهمت في الماضي باحتجاز وترحيل الأويغور المستضعفين الذين وجدوا مأوى في دبي ، إلى الصين.

## الصعوبات والمعيقات
تتمثل أبرز الصعوبات في إنجازٍ كامل لإجراءات ضمان حقوق الإنسان كما يلي:
- تنظيم أوضاع العمالة المهاجرة، التي تمثل نسبة كبيرة من قوة العمل، ويفرز ذلك ظواهر سلبية في مجال حقوق هذه العمالة مثل نظام «الكفيل»، وعدم شمول الضمانات القانونية الواردة في قانون العمل لعاملات الخدمة المنزلية وعمال الزراعة.
- لا تتعرض النساء للتمييز بموجب قوانين الدولة، امر الشيخ خليفة بن زايد آل نهيان بمنح المرأة الإماراتية المتزوجة من اجنبي منح الجنسية لابنائها، وقد لاقى هذا القرار استحسان المرأة الإماراتية.[20]
- تعاني البلاد من ظاهرة الاتجار في البشر حيث جذبت الطفرة الاقتصادية عصابات الجريمة المنظمة للقيام بأنشطة تقع في نطاق هذه الجريمة، من بينها استقدام فتيات للبلاد تحت مبررات مختلفة لاستغلالهن جنسياً.
- في خطوة إيجابية، طرحت الحكومة الاتحادية في 5 فبراير 2007 على شبكة الإنترنت مشروع قانون جديد للعمل للنقاش العام، وقد خلصت منظمة هيومان رايتس ووتش (بالإنجليزية: Human Rights Watch) في تحليل مطول لمشروع القانون إلى أنه يخالف المعايير الدولية في بعض أحكامه، حيث يخلو من أي أحكام تتعلق بحق العمل في التنظيم والمفاوضة الجماعية، ويعاقب العمال المضربين، ولا يكفل حماية لعمال الخدمة المنزلية، وعمال القطاع العام، وعمال الحراسة، ومعظم عمال الزراعة والحدائق بما يجعلهم عرضة للاستغلال. ولم يعكس القانون قرار محكمة النقض الصادر في العام 2000، والذي يقضي بمنع أرباب العمل من مصادرة جوازات سفر مستخدميهم.
- أقرت اللجنة الوزارية للتشريعات برئاسة وزير العدل في يوليو 2006 مشروع قانون اتحادي بشأن مكافحة الاتجار في البشر، وكذلك مشروع قانون اتحادي آخر بشأن تعديل بعض أحكام قانون العقوبات، ومشروع القانون عرف جريمة الاتجار في البشر على أنها تشمل جميع أشكال الاستغلال الجنسي أو السخرة، أو الخدمة قسراً، أو الاسترقاق، أو الممارسات الشبيهة بالرق أو الاستعباد، أو نزع الأعضاء، كما جرم القانونً الجماعات المنظمة التي ترتكب هذه الجرائم، بعقوبة تصل إلى السجن المؤبد، كما يعاقب كل شريك في هذه الجريمة بأي طريقة من طرق الاشتراك. وينص أيضاً على تشكيل لجنة وطنية لمكافحة جرائم الاتجار في البشر.

## حقوق المرأة في الإمارات
في مجال تعزيز حقوق المرأة، تعمل دولة الإمارات على تحديث الاستراتيجية الوطنية لتقدم المرأة للأعوام 2013-2017، وتمثل الاستراتيجية خريطة الطريق من أجل تمكين المرأة في ثمانية قطاعات رئيسية، هي: التعليم والصحة والاقتصاد والتشريع والبيئة والمجال الاجتماعي والإعلام والمشاركة السياسية واتخاذ القرار، وتأخذ الاستراتيجية بعين الاعتبار المؤشرات والمعايير التي تضمنتها الاتفاقيات التي صادقت عليها الدولة، مثل مكافحة أشكال التمييز ضد المرأة “السيداو” ونتائج مؤتمر بكين والأهداف الإنمائية للألفية.
- فيما يتعلق بتحقيق المساواة بين الجنسين، أولت دولة الإمارات الاهتمام بتمكين المرأة، وكفلت مكانتها اللائقة في المجتمع، مؤكدة في تشريعاتها مبدأ المساواة في الحقوق المدنية والسياسية والاجتماعية والاقتصادية بينها والرجل، وحملت الفترة من عام 2008 إلى 2013 تغييرات إيجابية كبيرة لصالح المرأة، حيث تشير الإحصائيات إلى ارتفاع نسبة تمثيل المرأة في التشكيل الوزاري الأخير في فبراير 2008 من مقعدين إلى أربعة مقاعد، ما يعد من أعلى النسب على مستوى المنطقة، وتبلغ مشاركة المرأة في التعليم العالي 95 في المائة للطالبات، و80 في المائة للطلاب، وذلك من خريجي الثانوية العامة، وتشكل النساء 70 في المائة من مجموع خريجي الجامعات في الدولة، ويعتبر ذلك من أعلى النسب عالمياً، بالإضافة إلى دخولها سلك القضاء والنيابة والشرطة، وكذلك السلك الدبلوماسي والقنصلي.
- فيما يتعلق بتمكين المرأة، فقد أصدر مجلس الوزراء في ديسمبر 2012 قراره بشأن إلزامية مشاركة المرأة الإماراتية في عضوية مجالس إدارات الهيئات والشركات والمؤسسات الاتحادية، وذلك بغرض تعزيز مشاركتها في هذه القطاعات، حيث تشغل المرأة نسبة 66 في المائة من وظائف القطاع الحكومي، من بينها 30 في المائة من الوظائف القيادية العليا المرتبطة باتخاذ القرار. كما تشير الإحصائيات الرسمية إلى أن مجلس سيدات الأعمال بالدولة يضم نحو 12 ألف سيدة يدرن 11 ألف مشروع استثماري، تصل حجم الاستثمارات فيها إلى نحو 5, 12 مليار درهم.
- يمثل انتخاب دولة الإمارات لعضوية المجلس التنفيذي لهيئة الأمم المتحدة للمساواة بين الجنسين وتمكين المرأة لفترة مدتها ثلاث سنوات تبدأ اعتباراً من مطلع عام 2013 إلى 2015، خير دليل على ثقة المجتمع الدولي بالإنجازات التي حققتها الإمارات في هذا المجال.

### الرعاية الصحية للمرأة
- انخفض عدد وفيات النساء أثناء الحمل أو الولادة، وكذلك معدل وفيات الرضع في الإمارات إلى النصف في غضون السنوات الـ 25 الماضية. إذ أن معدل وفيات الأمهات في الإمارات هو الأدنى في المنطقة، ويعد أحد أدنى المعدلات في العالم، وذلك وفقاً لإحصاءات منظمة الصحة العالمية لعام 2015. فقد وصل عدد وفيات الأمهات في دولة الإمارات إلى ثمانية من بين كل 100000 حالة ولادة حية وذلك على نحو منخفض من معدل الـ 16 حالة التي سجلها العام 1990. وانخفضت نسبة وفيات الأطفال الرضع من 14 حالة من بين 1000 ولادة حية في عام 1990 إلى سبعة حالات لكل 1000 حالة ولادة في عام 2013 وانخفض معدل الوفيات لدى من تقل اعمارهم عن 5 أعوام إلى أكثر من النصف أي من 17 حالة لكل 1000 ولادة حية في عام 1990 إلى ثمانية حالة وفاة لكل 1000 في عام 2013.[21]

## حقوق الطفل
قامت دولة الإمارات بتنفيذ جملة من المبادرات الرامية إلى حماية حقوق الطفل. وقد أنشأت وزارة الداخلية الإماراتية اللجنة العليا لحماية الطفل في العام 2009 ومركز حماية الطفل في العام 2011، والذي أطلق مؤخراً حملة توعوية أطلق عليها اسم «معاً لمنع الإساءة للأطفال» بغية توعية المجتمع وتثقيف الآباء والأمهات والمعلمين حول شتى ضروب الاعتداءات على الأطفال وطرق الوقاية منها عبر إقامة الندوات والدورات التدريبية والحملات الإعلامية.

## حقوق الأشخاص ذوي الإعاقة
صادقت الإمارات على اتفاقية حقوق الأشخاص ذوي الإعاقة بتاريخ 19 مارس 2010، وقدمت تقريرها الدوري الأول إلى لجنة حقوق الأشخاص ذوي الإعاقة بتاريخ 24 يناير 2013.
وقد وافق مجلس وزراء الإمارات العربية المتحدة مؤخراً على إعداد الخطة الوطنية الشاملة للأشخاص ذوي الإعاقة من أجل زيادة تعزيز إدماج حقوقهم في أجندة التنمية الوطنية.
وقد اتخذت وزارة التربية والتعليم خطوات لتنفيذ مشروع الدمج المدرسي. كما تقدم الإمارات العربية المتحدة للأطفال والبالغين الذين يعانون من إعاقات التدريب اللازم الذي يمكنهم من الاندماج في المجتمع.

## مكافحة الاتجار بالبشر
تعتبر الإمارات العربية المتحدة طرفاً رئيسياً في الحملة العالمية لمكافحة الاتجار بالبشر. وقد كانت دولة الإمارات أول دولة في المنطقة تقوم بسن قانون شامل لمكافحة الاتجار بالبشر، وهو القانون الاتحادي رقم 51 لسنة 2006. وفي عام 2013 تم تعديل القانون ليتسق مع بروتوكول الأمم المتحدة الخاص بمنع وقمع ومعاقبة الاتجار بالأشخاص، وبخاصة النساء والأطفال
وتأسست اللجنة الوطنية لمكافحة الاتجار بالبشر بموجب قرار مجلس الوزراء الصادر في عام 2007 من أجل تنسيق الجهود الرامية إلى ضمان التطبيق الفعال للقانون الاتحادي رقم 51. وقد نفذت اللجنة الوطنية لمكافحة الاتجار بالبشر إستراتيجية تتمحور حول خمس ركائز لمكافحة خطر الاتجار بالبشر وهي الوقاية والملاحقة والعقاب والحماية وتعزيز التعاون الدولي. وتصدر اللجنة تقريراً سنوياً عن مكافحة الاتجار بالبشر في الإمارات

### العمالة وظروف العمل

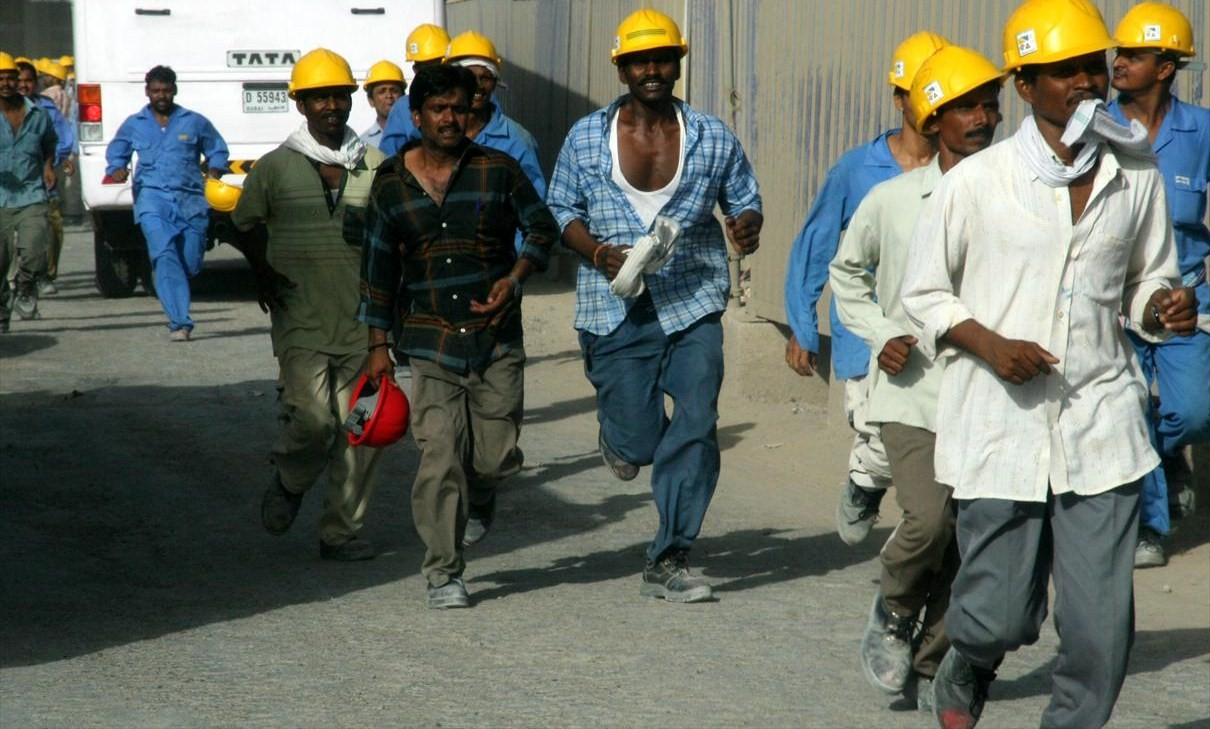
عمال بناء في موقع إنشاء برج دبي